# آلوارو رکوبا
آلوارو آلحاندر رکوبا ریبرو (به اسپانیایی: Álvaro Alexander Recoba Rivero) با نام مستعار el chino (پسر چینی، بخاطر شباهتی که شکل صورتش به چهره چینی‌ها دارد با این نام خوانده می‌شود) که به اختصار این بازیکن را alvaro recoba می‌نامند.او در ۱۷ مارس ۱۹۷۶ در Maroñas محله فقیرنشین شهر مونته ویدئو کشور اروگوئه به دنیا آمد که در اواخر دوران فوتبالی اش تا فصل ۲۰۱۵ در لیگ کشورش و برای تیم ناسیونال بازی می‌کرد. او ۱۱ سال در سری آ ایتالیا بازی کرده‌است که بخش اعظم آن در تیم اینتر میلان (۱۹۹۷–۲۰۰۸) بوده‌است.

## پست تخصصی
پست تخصصی این بازیکن هافبک تهاجمی است. دقت فوق‌العاده در زدن ضربات آزاد، شوت از راه دور و کورنر و پاس‌هایی با ضریب دقت بالا، سرعت بی نظیر و پا به توپ بودن او را به وزنه سنگینی در دنیای فوتبال تبدیل کرده‌ بود.

## علایق
این بازیکن علاقه نسبتاً زیادی به ماهیگیری دارد و اوقات فراغت خود را با ماهیگیری می‌گذراند.

## بخشی از افتخارات
رکوبا بین سال‌های ۱۹۹۵ تا ۲۰۰۷، ۶۹ بار پیراهن تیم ملی کشورش را برتن کرده و در جام جهانی ۲۰۰۲ نیز حضور داشته‌است. در۱۹۹۹ بهترین بازیکن کشور اروگوئه شناخته شد و در سال ۲۰۰۵–۲۰۰۶ توانست با تیم اینتر جام‌های سه‌گانه را فتح کند.
با وجود استعداد درخشانش نتوانست آنگونه که باید و شاید در عرصه جهانی مطرح شود هرچند طرفداران فوتبال همگی با این بازیکن آشنا هستند شاید منظور شهرتی باشد که با به زبان آوردن نام فوتبال نام این بازیکن را نا خود آگاه تداعی کند که دلیل عمده و اساسی آن مصدومیت‌های پیایی است که به نوعی گریبان گیر این بازیکن بوده و باعث می‌شد از اوج فاصله بگیرد هرچند او هروقت در مستطیل سبز حضور داشته عملکردش کاملاً محسوس بوده و تأثیر خود را در روند بازی و بالطبع در نتیجه گذاشته‌است.

## زندگی‌نامه فوتبالی رکوبا
او پس از در خشش در تیم ملی جوانان در سن ۱۶ سالگی(۱۹۹۴–۱۹۹۵) به عضویت تیم Danubio کشورش درآمد بعدازآن بود که توجه همگان به پای چپ طلایی او معطوف گردید او سال بعد به تیم ناسیونال (Nacional) یکی از دو تیم بزرگ کشور اروگوئه پیوست و از این تیم بود که باشگاه اینتر ایتالیا برای جذب رکوبا مصمم گردید.
رکوبا در سال ۱۹۹۷–۱۹۹۸ در حالی که دو باشگاه بزرگ سری آ یوونتوس و اینتر خواهان او بودند نهایتاً به تیم اینتر رفت و در مورد علت انتخابش بیان داشت که یوونتوس بازیکنان خوب بسیاری به خدمت دارد و شاید فرصت بازی کمتر به او برسد. او اولین بازی خود را برای این تیم در ۳۱ اوت سال ۱۹۹۷ در مقابل برشا انجام داد. در این بازی به عنوان بازیکن جانشین وارد بازی شد و توانست در مقابل دیدگان ۶۹٬۶۸۲ نفر که از نزدیک این مسابقه را تماشا می‌کردند با به ثمر رسیدن ۲ گل بسیار زیبا در حالی که اینتر یک بر صفر عقب بود باعث شود تیمش پیروز از میدان خارج گردد. اولین بازی رکوبا متقارن بود با اولین بازی رونالدو بازیکن شهیر برزیل. در ابتدای این بازی که توجه همگان به ویژه عکاسان و تصویر برداران به شماره ۱۰ بازی یعنی رونالدوبود بعد از بازی تغییر سوژه داده بودند و رکوبا در میان انبوه خبرنگاران بود. بعد از این بازی بود که رکوبا و نامش از سطح لیگ ایتالیا بالاتر رفت 
رکوبا دو فصل در اینتر میلان بازی کرد و نهایتاً به تیم یونیون ونیزیا که در حال سقوط به دسته پایین بود به صورت قرضی منتقل شد. رکوبا در ۱۹ بازی ۱۱ گل به ثمر رساند و ۹ پاس گل داد و در سایه تلاش‌های اوبود که تیم ونیز از سقوط به دسته پایین نجات پیدا کرد.
رکوبا بعد از حضور کمتراز یک فصل در تیم ونیزو درخشش در این باشگاه بار دیگر به تیم اینتر بازگشت و تا ۳۰ ژوئن ۲۰۰۶ قرار داد خود را با این باشگاه تمدید کرد. در همین سال بود که او با مشکل گذرنامه‌ای جعلی مواجه شد که منجر گردید به مدت یک سال ملیت ایتالیایی خود راکه در سال ۱۹۹۹ احراز کرده بود را از دست بدهد که بعدها در دادگاه تجدید نظر این مدت به ۴ ماه تفلیل یافت.
رکوبا در سال ۲۰۰۲ با دریافت حقوق سالانه ۷٫۸ میلیون دلار به پردآمدترین بازیکن در جهان تبدیل شد.
تأثیر رکوبا در مدت حضورش در تیم اینتر خیره‌کننده بود. از جمله آن می‌توان بازی اینتر –سمپدوریا را در ۹ ژانویه سال ۲۰۰۵ را مثال زد. رکوبا به عنوان، جانشین ۳۲ دقیقه‌ای به جای آدریانو به بازی آمد در حالی که اینتر تا دقیقه ۴۲ دو برصفر از تیم سمپدوریا عقب بود. گل تساوی را وییری با پاس مارتینز زد سه دقیقه بعد رکوبا یک سوپر گل با پاس زانتی زد و نهایتاً بازی با پاس رکوبا و گل مارتینز ۳–۲ به نفع اینتر به پایان رسید.
تیم آث میلان بشدت خواهان بخدمت‌گیری این بازیکن در تیمش بودولی رکوبا بارها اعلام کرده بود که به تیم آث میلان نخواهد رفت هرچقد هم که خواهان او باشند شاید این حرف رکوبا باعث شده بود که طرفداران اینتر تعصب خاصی نسبت به او قائل باشنداما رفته رفته مصدومیت‌های رکوبا شدت یافت.
نهایتاً رکوبا در در ۳۱ اوت ۲۰۰۷ به صورت قرضی به تیم تورینو پیوست او تراکم مهاجمان در خط حمله تیم اینتر را علت اصلی جدایی اش عنوان کردو درمورداینکه چرا تیم تورینو را انتخاب کرده اذعان داشت: برخی دوستانم در تورینو، از پالرمو تعریف می‌کردند. آن‌ها می‌گفتند این شهر و هواداران تیم فوق‌العاده‌اند و نظر خوبی نسبت به آمریکای جنوبی‌ها دارند.
از جمله بازی‌های شاخص این بازیکن در تیم تورینو می‌توان به بازی در مقابل رم در کوپا ایتالیا در ۱۹ دسامبر ۲۰۰۷ اشاره کرد که رکوبا ۲ گل از سه گل تیمش را بثمر رسانید و این بازی با نتیجه ۳–۱ به پایان رسید.
رکوبا تمایل زیادی به بازی در تیم‌ها و کشورهای مختلف داشت ولی علاقه و وفاداری اش به باشگاه اینترمیلان مانعی در برابر این خواسته او بودکارشناسان بسیاری بر این عقیده‌اند که اگر رکوبا به اینتر نمی‌رفت ویا به موقع از این تیم جدا می‌شد پیشرفت قابل توجهی می‌کرد. او ماسیمو موراتی را با عنوان پدر خود معرفی می‌کرد این تمایل یک طرفه نبود موراتی نیز به رکوبا علاقه خاصی داشت و بارها پیراهن شماره ۲۰ اینتر را در حین تماشای بازی برتن کرده بود.
رکوبا بعد از پایان قراردادش با باشگاه اینتر در سپتامبر ۵، ۲۰۰۸ به مدت ۲ سال به تیم Panionios یونان پیوست. دوتن از هم تیمی‌های سابقش نیز عضو این تیم بودند Lampros Choutos در تیم اینتر و Fabián Estoyanoff بازیکم اسبق تیم ملی اروگوئه.
او در اولین بازی خود در مقابل Martella در اکتبر ۱۸، ۲۰۰۸ با ۲ پاس گل موجبات پیروزی ۲–۱ تیمش را فراهم ساخت. در بازی بعدی در مقابل Ergotelis او ۲ گل از ۵ گل بازی را بثمر رسانید و نقش غیرقابل اغماضی در بدست آمدن این نتیجه داشت. او فصل را با ۵ گل و ۷ پاس گل به پایان رسانید هرچند غالباً در این فصل مصدوم بود. نهایتاً در دسامبر ۱۶، ۲۰۰۹به علت مصدومیت رکوبا ودستمزد بالایش قرارداد در یک نشست دوستانه فسخ گردید.
دسامبر ۲۰۰۹ به تیم سابقش Danubio اروگوئه پیوست و فصل ۲۰۱۰–۲۰۱۱ در این تیم بازی کرد.
او مثل اوایل ظهورش از این تیم جدا شد و و به عضویت تیم Nacional درآمد. او در دیدار پایانی لیگ کشورش با به ثمر رساندن تک گل بازی در مقابل یفنسور اسپورتینگ موجب سی و سومین قهرمانی ناسیونال شد.